# Kanton Atulcha
Der Kanton Atulcha ist ein Gemeindebezirk im Departamento Potosí im südamerikanischen Anden-Staat Bolivien.

## Lage im Nahraum
Der Cantón Atulcha ist einer von dreizehn Kantonen in dem Municipio Colcha „K“ in der Provinz Nor Lípez. Der Kanton liegt im südwestlichen Teil Boliviens, er grenzt im Nordwesten an den Kanton Santiago de Agencha, im Südwesten an den Kanton Llavica, im Südosten an den Kanton Chuvica und im Nordosten an den Kanton Río Grande.
Der Kanton erstreckt sich zwischen etwa 20° 34' und 20° 37' südlicher Breite und 67° 36' und 67° 40' westlicher Länge, er misst von Norden nach Süden und von Osten nach Westen jeweils bis zu sechs Kilometer. In dem Kanton gibt es nur eine Gemeinde, zentraler Ort ist Atulcha im nördlichen Teil des Kantons mit 102 Einwohnern, die mittlere Höhe des Kantons ist 4000 m.

## Geographie
Der Kanton Atulcha liegt im südlichen Teil des Altiplano am Rande des Salzsees Salar de Uyuni. Das Klima der Region ist ein typisches Tageszeitenklima; bei dem die mittleren Temperaturschwankungen im Tagesverlauf deutlicher ausfallen als im Ablauf der Jahreszeiten.
Nennenswerter Niederschlag fällt nur in den Monaten Januar bis März (siehe Klimadiagramm Colcha „K“), die restlichen neun Monate des Jahres sind arid, der Gesamtniederschlag der Region erreicht keine 100 mm im Jahr. Die Jahresdurchschnittstemperatur liegt bei knapp 7 °C, die Monatswerte schwanken nur unwesentlich zwischen 2 °C im Juni/Juli und 9 °C von November bis März, wobei jedoch nächtliche Frostdurchgänge im ganzen Jahr möglich sind.

## Bevölkerung
Die Einwohnerzahl in dem Kanton ist zwischen den beiden letzten registrierten Volkszählungen um ein Drittel angestiegen, Daten der Volkszählung 2012 liegen noch nicht vor:
| Jahr | Einwohner | Quelle           |
| ---- | --------- | ---------------- |
| 1992 | 76        | Volkszählung     |
| 2001 | 102       | Volkszählung     |
| 2012 | .         | noch keine Daten |

Die Bevölkerungsdichte des Municipios bei der letzten Volkszählung im Jahr 2001 betrug 0,4 Einwohner/km², der Anteil der städtischen Bevölkerung war 0 Prozent, der Anteil der unter 15-Jährigen an der Bevölkerung lag bei 45 Prozent, die Lebenserwartung der Neugeborenen bei 57 Jahren.
Der Alphabetisierungsgrad bei den über 19-Jährigen beträgt 85 Prozent, und zwar 94 Prozent bei Männern und 77 Prozent bei Frauen.
Wichtigste Sprache mit einem Anteil von 90 Prozent ist Quechua, 88 Prozent der Bevölkerung sprechen Spanisch. 90 Prozent der Bevölkerung sind katholisch, 6 Prozent evangelisch.
96 Prozent der Bevölkerung haben keinen Zugang zu Elektrizität, 92 Prozent leben ohne sanitäre Einrichtung. (2001)

## Gliederung
Der Cantón Atulcha ist auf Grund seiner geringen Größe nicht weiter in Subkantone (vicecantones) untergliedert.